# Werndl-Holub
Werndl-Holub, Werndl ali verndlova puška je avstroogrska vojaška, lovska in strelska puška. Prvi model je bil M1867, drugi M1873, tretji pa M1877. Vojaški kaliber je bil 11 mm. Poleg dolgih pehotnih pušk so izdelovali tudi kratke puške za posebne enote in konjeniške karabinke. Enostrelke werndl so prenehali izdelovati okoli leta 1885, ko so se pojavile repetirke Mannlicher M1885. Glavni oblikovalec je bil Karl Holub, zato se je dizajn najprej imenoval Werndl-Holub, kasneje pa je Holub svoje pravice odstopil sokonstruktirju Werndlu, zato je danes bolje znana pod imenom slednjega.
Poleg Avstro-Ogrske sta puške in karabinke kupili tudi Kadžarsko cesarstvo (Perzija) in Kneževina Črna gora. Črna gora je leta 1879 naročila 20.000 kosov, Perzija pa v obdobju 1880-1888 okoli 23.000.

## Različice

### Puške
| Različica      | Naboj          | Dolžina [mm] | Dolžina cevi [mm] | Razpon merkov                 | Masa [kg] | Kladivce |
| -------------- | -------------- | ------------ | ----------------- | ----------------------------- | --------- | -------- |
| Puška M1867    | 11x42 R (M.67) | 1280         | 843               | 200-1400 korakov (150-1050 m) | 4,5       | zunanje  |
| Puška M1873    | 11x42 R (M.67) | 1280         | 843               | 200-1400 korakov (150-1050 m) | 3,2       | notranje |
| Puška M1867/77 | 11x58 R (M.77) | 1280         | 843               | 200-2100 korakov (150-1575 m) | 4,5       | zunanje  |
| Puška M1873/77 | 11x58 R (M.77) | 1280         | 843               | 200-2100 korakov (150-1575 m) | 4,3       | notranje |

### Karabinke
| Različica          | Naboj                | Dolžina [mm] | Dolžina cevi [mm] | Razpon merkov                 | Masa [kg] | Kladivce |
| ------------------ | -------------------- | ------------ | ----------------- | ----------------------------- | --------- | -------- |
| Karabinka M1867    | 11x36 R (M.67)       | 995          | 566               | 200-600 korakov (150-450 m)   | 3,2       | zunanje  |
| Karabinka M1873    | 11x36 R (M.67)       | 1005         | 566               | 200-800 korakov (150-600 m)   | 3,3       | notranje |
| Karabinka M1867/77 | 11x36 R (M.77; M.82) | 995          | 566               | 200-1600 korakov (150-1200 m) | 3,2       | zunanje  |
| Karabinka M1873/77 | 11x36 R (M.77; M.82) | 1005         | 566               | 200-1600 korakov (150-1200 m) | 3,3       | notranje |

### Puške za posebne enote
| Različica                       | Naboj                | Dolžina [mm] | Dolžina cevi [mm] | Razpon merkov                 | Masa [kg] | Kladivce |
| ------------------------------- | -------------------- | ------------ | ----------------- | ----------------------------- | --------- | -------- |
| Puška za posebne enote M1867    | 11x36 R (M.67)       | 995          | 566               | 200-600 korakov (150-450 m)   | 3,2       | zunanje  |
| Puška za posebne enote M1873    | 11x36 R (M.67)       | 1005         | 566               | 200-800 korakov (150-600 m)   | 3,3       | notranje |
| Puška za posebne enote M1867/77 | 11x36 R (M.77; M.82) | 995          | 566               | 200-1600 korakov (150-1200 m) | 3,2       | zunanje  |
| Puška za posebne enote M1873/77 | 11x36 R (M.77; M.82) | 1005         | 566               | 200-1600 korakov (150-1200 m) | 3,3       | notranje |

## Uporabniki
- Prva avstrijska republika: Leta 1938 je v avstrijskem arzenalu ostalo še 162 pušk Werndl, ki jih je uporabljal Freiwilliges Schutzkorps.[5]
- Avstro-Ogrska[3]
- Črna gora[3]
- Kadžarsko cesarstvo[3]

## Galerija
- Poenostavljena animacija delovanja Werndlovega zaklepa
- Peter I. Karađorđević s puško Werndl leta 1875
- Slika iranske ustavne revolucije iz leta 1906, moški v ozadju držijo puške Werndl.
- Zaklep puške Werndl je predcej drugačen od običajnih.
- Sestavni deli